# Jules Koundé
Jules Olivier Koundé, född 12 november 1998, är en fransk fotbollsspelare som spelar för Barcelona. Han representerar även det franska landslaget.

## Klubbkarriär
Koundé debuterade för Bordeaux den 7 januari 2018 i en 2–1-förlust mot US Granville i Coupe de France. Han gjorde sin Ligue 1-debut den 13 januari 2018 i en 1–0-vinst över Troyes.
Den 3 juli 2019 värvades Koundé av Sevilla, där han skrev på ett femårskontrakt.
Den 29 juli 2022 värvades Koundé av Barcelona, där han skrev på ett femårskontrakt.

## Landslagskarriär
I november 2022 blev Koundé uttagen i Frankrikes trupp till VM 2022.